# Szentirmai Zsolt
Szentirmai Zsolt András (Budapest, 1974. november 24. –) magyar színész-énekes.

## Életpályája
1981-től az Operaház Gyermekkórusában tanult éneket és hangképzést. Tanárai: Botka Valéria, Szebellédi Valéria, Csányi László Előadásai: Boris Godunov, Carmen, Tosca.
1984-től az Arany Tíz Musical Stúdió növendékeként színészmesterséget, hangképzést, táncot tanult. Tanárai: Zubornyák Zoltán, Gebora György, Bakó Gábor. Még ebben az évben a Rockszínházhoz kerül, ahol gyermekszínészként játszott a Twist Oliver, Nyomorultak és az Evita című előadásokban.
1990-től a Rokszínház tagjaként többek között a Sakk, a Jézus Krisztus Szupersztár, a Miss Saigon előadásokban szerepelt.
1992-ben a Vígszínházhoz került, itt több prózai és zenés darabban játszott: A Dzsungel könyve, West Side Story, Óz a csodák csodája, Cyrano, Sok hűhó semmiért.
1994-től a Toldy Mária Énekstúdióban folytatta tanulmányait.
2001-től a Budapesti Operettszínház Musical Együttesének tagja. Előadásai: Kutya, akit Bozzi úrnak hívtak, Sweet Charity, Bál a Savoyban, Mozart, Elisabeth, Rómeó és Júlia.
2008-tól a Madách Színházban játszik. Anna Karenina, Az Operaház Fantomja, Jézus Krisztus Szupersztár, Mary Poppins, Mamma Mia.

## Fontosabb előadásai
- Rockszínház Nyomorultak
- Rockszínház Evita
- Tatabányai Jászai Mari színház Kőműves Kelemen
- Vígszínház Óz a csodák csodája
- Vígszínház West Side Story,
- Budapesti Operett színház Bál a Savoyban
- Budapesti Operett színház A kutya, akit Bozzi úrnak hívtak,
- Pesti színház A Dzsungel könyve
- József Attila színház Sose halunk meg
- Budapesti Operett színház Funny Girl,
- Budapesti Operett színház Rómeó és Júlia
- Budapesti Operett színház Elisabeth,
- Budapesti Operett színház Cabaret,
- Budapesti Operett színház Sweet Charity,
- Pesti Magyar színház Vámpírok bálja
- Pesti Magyar színház Sakk
- Madách színház Anna Karenina,
- Madách színház Az Operaház Fantomja
- Madách színház Jézus Krisztus Szupersztár.